# ستيف برات
ستيف برات (بالإنجليزية: Steve Pratt)‏ هو سياسي أسترالي، ولد في 15 أكتوبر 1949.